# Derris parviflora
Derris parviflora är en ärtväxtart som beskrevs av George Bentham. Derris parviflora ingår i släktet Derris och familjen ärtväxter. Inga underarter finns listade i Catalogue of Life.